# 頭棘裸南極魚
頭棘裸南極魚，為輻鰭魚綱鱸形目南極魚亞目棘劫魚科的其中一種，分布於南冰洋的克羅澤群島及Kerguelen群島海域，棲息深度可達180公尺，體長可達8公分，為底棲性魚類，屬肉食性，生活習性不明。

## 擴展閱讀
維基物種上的相關：頭棘裸南極魚